# Blanca Nieves Sancho Lope
Blanca Nieves Sancho Lope o Inés Nieves (Avellanosa de Muñó, 1942 - Nola, 20 de maig del 2019) va ser una missionera amb nacionalitat espanyola i francesa de la congregació francesa de les Filles de Jesús de Massac que va viure a la República Centreafricana entre 1996 i 2019. Treballava en una escola de les Filles de Jesús de Massac, formant als més joves del poble en diverses matèries com la costura. Malgrat la seva edat avançada, va manifestar la seva voluntat de restar al país africà ajudant en comptes de tornar a Espanya.

## Biografia
Va néixer a Avellanosa de Muñó i va passar la infantesa a Tordómar. Als 12 anys va anar amb unes religioses franceses a la comuna de Massac, al departament de Tarn, on va prendre els hàbits i esdevingué monja. Va passar un temps entre els pobres del barri murcià de San Basilio fins que el 1996 va marxar a la República Centreafricana. A causa de la guerra les seves companyes van marxar, però ella es va quedar per seguir fent classes de costura a quinze noies. També gestionava una petita escola i feia d'infermera. El 2013 va ser segrestada amb tres monges més, que catorze senyors de la guerra van mantenir al bosc fins al seu alliberament. El grup rep el nom d'UPC (Unió per la pacificació de Centreàfrica) amb un líder de Níger i soldats de l'etnia fulani, i han estat els autors de diverses matances.
Va morir assassinada al poble de Nola, a la diòcesi de Berberati (República Centreafricana). La matinada del 19 al 20 de maig un grup de persones van entrar a la seva habitació i va ser trobada l'endemà, amb greus mutilacions. El bisbe de la diòcesi de Bangassou des del 2000, Juan José Aguirre, va explicar que no coneixia l'autoria ni els motius de l'assassinat i que Sancho va ser enterrada el dia després de ser trobada morta. Mitjans italians apuntaren que els motius de l'assassinat podrien estar relacionats amb el comerç d'òrgans però finalment tot va acabar apuntant a una qüestió de bruixeria, un ritual segons el qual es llança la sang d'un nen o una dona "neta i pura" sobre la grava on després se cerquen diamants.
El Papa Francesc va manifestar que era "educadora de les nenes pobres des de feia dècades" i que havia estat "assassinada brutalment" justament "al local on ensenyava a cosir a les noies". "És una dona més que dona la seva vida per Jesús en el servei als pobres", va manifestar al Vaticà. El president del govern espanyol, Pedro Sánchez, va donar el pesam a la família de la missionera a través de les xarxes socials.